# Triplophysa yasinensis
Triplophysa yasinensis är en fiskart som först beskrevs av Alcock, 1898.  Triplophysa yasinensis ingår i släktet Triplophysa och familjen grönlingsfiskar. Inga underarter finns listade i Catalogue of Life.